# IC 2177
IC 2177 is een emissienevel die ligt op de grens tussen de sterrenbeelden Eenhoorn en Grote Hond. Het is een ruwweg cirkelvormig H-II-gebied met als middelpunt de Be ster HD 53367. Deze nevel werd ontdekt door de Welshe amateurastronoom Isaac Roberts en werd door hem beschreven als "vrij helder, extreem groot, onregelmatig rond, zeer diffuus."
De naam Zeemeeuwnevel wordt door amateurastronomen soms toegepast voor de nevel, hoewel het beter de aangrenzende gebieden van sterrenhopen, stofwolken en reflectienevels kan omvatten. Deze laatste regio omvat de open clusters NGC 2335 en NGC 2343.
NGC 2327 bevindt zich in IC 2177. Hij staat ook bekend als de Zeemeeuwenkop, vanwege zijn grotere aanwezigheid in de Zeemeeuwnevel.

## Afbeeldingen

Zeemeeuwnevel gefotografeerd door VST OmegaCAM.
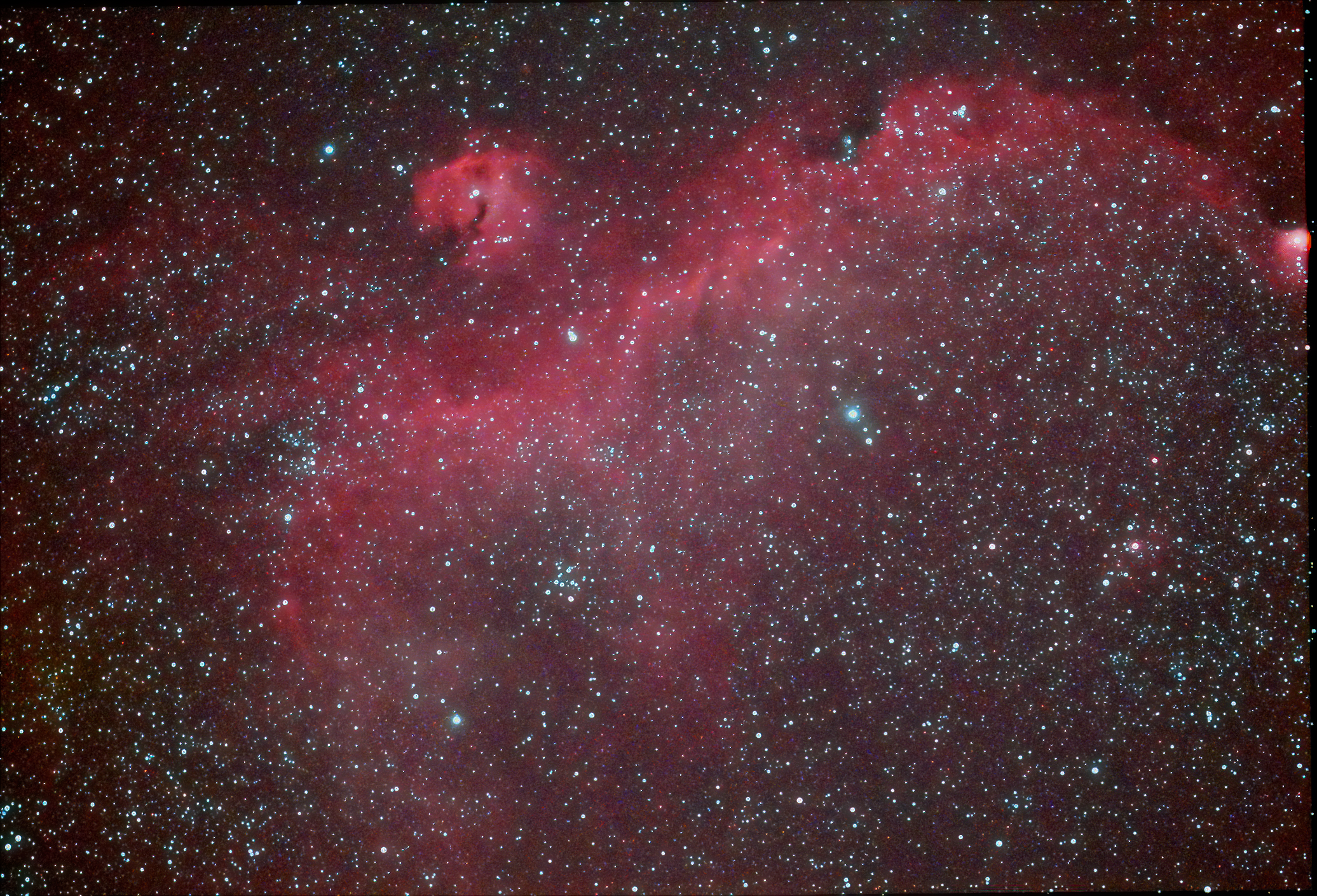
Zeemeeuwnevel gefotografeerd met een 100mm refractor door amateur-astronoom Mark Johnston